# 2014年四川郫县飞行器坠毁事件
2014年四川郫县飞行器坠毁事件是指2014年11月15日一架飞行器坠落在了四川郫县三道堰青杠树村上，造成至少3人严重烧伤，超过7人受伤。

## 疑似歼10-B
中国官方媒体新华社的官方微博证实坠落的飞行器为一架飞机，根据中华人民共和国军事专家对现场照片分析，坠毁的疑似为中国人民解放军空军的战机歼-10B。此款战机由成都飞机工业集团研发，是中国人民解放军空军除歼20和歼31之外装备的最先进第四代战斗机。